# Attack
"Attack" és el primer single del quartet de rock 30 Seconds to Mars, de l'àlbum A Beautiful Lie.

## Posició a les llistes
| Any  | Llista (2005)                         | Posició |
| ---- | ------------------------------------- | ------- |
| 2005 | UK Singles Chart                      | 48      |
| 2005 | U.S. Billboard Modern Rock Tracks     | 22      |
| 2005 | U.S. Billboard Mainstream Rock Tracks | 38      |
| 2005 | Virgin Chart                          | 1       |
| 2005 | Australian Singles Chart              | 90      |
| 2005 | Portugal Singles Chart                | 73      |
| 2005 | Argentina Singles Chart               | 92      |
| 2005 | Europe Top 20                         | 16      |